# Piptostigma
Piptostigma là chi thực vật có hoa trong họ Annonaceae.

## Các loài
- Piptostigma calophyllum Mildbr. & Diels, 1915
- Piptostigma exellii R.E.Fr., 1959 (đồng nghĩa: Brieya latipetala Exell, 1951)
- Piptostigma fasciculatum (De Wild.) Boutique, 1951 (đồng nghĩa: Brieya fasciculatum De Wild., 1914, Brieya fasciculata De Wild., 1914)
- Piptostigma fugax A. Chev. ex Hutch. & Dalziel, 1927
- Piptostigma giganteum Hutch. & Dalziel, 1927
- Piptostigma glabrescens Oliv., 1864
- Piptostigma mayumbense Exell, 1926
- Piptostigma mortehanii De Wild., 1914
- Piptostigma multinervium Engl. & Diels, 1901
- Piptostigma oyemense Pellegr., 1950
- Piptostigma pilosum Oliv., 1864

## Chưa dung giải
- Piptostigma fouryi Pellegr., 1950
- Piptostigma latipetalum (Exell) R.E.Fr., 1955
- Piptostigma macranthum Mildbr. & Diels, 1915